# Missão Brasil Belém
Missão Brasil Belém é uma área geográfica delimitada pela Igreja de Jesus Cristo dos Santos dos Últimos Dias para subdividir as 350 organizações missionárias pertencentes a igreja. A Missão Brasil Belém é sediada em Belém, capital do Pará, e abrange as seguintes cidades: Abaetetuba, Ananindeua, Belém, Bragança, Capanema, Castanhal, Marituba, Óbidos, Oriximiná e Santarém (no Pará) e Macapá e Santana (no Amapá). 
A missão conta com cerca de 95 alas e ramos e 11 estacas. O único templo da região é o Templo de Manaus.